# Cécilia Knudsdatter
Cécilia Knudsdatter de Danemark (né vers 1081/85 – morte après le 7 janvier 1131), est une princesse danoise,  fille du roi Knud IV de Danemark et d'Adèle de Flandre.

## Biographie
Après le meurtre de son père en  1086, sa mère quitte le royaume de Danemark et retourne en Flandres avec son fils  Charles , pendant que Cécilia et sa sœur Ingegerd Knutsdatter
suivent leur oncle paternel Éric et leur tante Boedil Thurgotsdatter, qui deviennent leurs parents adoptifs en Suède,..
Éric et Boedil reviennent au Danemark lorsque Éric Ier accède au trône en 1095. Les deux sœurs épousent des magnats suédois. Cécilia se marie avec Jarl Eric. Elle rentre ensuite au Danemark où son époux est nommé jarl de Falster, et ils s'établissent à  Haraldsted près de Ringsted. Le couple à deux fils: Knud et Carl, Duc de Halland. Elle est également sans doute la mère de  Inger Eriksdotter , qui épouse Asser Rig, un magnat fils de  Skjalm Hvide de Fjenneslev au Seeland, qui devient la mère de Esbern Snare et d'Absalon.
En 1131, Knud Lavard lui rend visite. Elle suspecte qu'il va être assassiné et tente en vain de le dissuader de se rendre à la rencontre avec leur cousin Magnus Nielson, où il est tué par la garde du prince.

## Sources
- (en) Philip Line, Kingship and State Formation in Sweden : 1130 - 1290, Leiden, Brill, 2007, 697 p. (ISBN 978-90-04-15578-7, lire en ligne).
- (da) Dansk biografisk Lexikon / IV. Bind. Clemens - Eynden   Edela (Adela).
- (da) Dansk biografisk Lexikon / IV. Bind. Clemens - Eynden   Cæcilia.
- (sv) Cecilia, urn:sbl:16520, Svenskt biografiskt lexikon (art av Nat. Beckman.),  Cecilia consulté 26/06/2019.